# セレブリティ・エクスペディション
セレブリティ・エクスペディション（Celebrity Xpedition）は、セレブリティ・クルーズが運行するクルーズ客船。単にエクスペディションとも呼ばれる。 

## 概要
小型クルーズ客船であり、一般的なクルーズ客船と異なり小規模な船を好む層、比較的若く教養のある層をターゲットとしている。現在、主にガラパゴス諸島のクルーズに就航しており、吃水の低い小型船の利点により大型のクルーズ客船が侵入できない海域を訪れることが可能となっている。
6層のデッキを持ち、客室などの設備は3層から6層に配されている。